# Къщата на изгряващото слънце
„Къщата на изгряващото слънце“ (на английски: The House of the Rising Sun), известна също като „Блус на изгряващото слънце“ (на английски: Rising Sun Blues), е народна песен от Съединените щати.
Първите сведения за песента са от началото на XX век в района на Апалачите, като първите записани версии са от източната част на Кентъки. Най-старият запазен запис е изпълнение на Кларънс Ашли и Гуен Фостър от 1933 година. Според самия Ашли, той е научил песента от своя дядо.
През 1937 година фолклористът Алън Ломъкс, уредник на Архива на американската народна песен при Библиотеката на Конгреса, записва версия на песента в изпълнение на Джорджия Търнър, а през следващите години и още няколко варианта. През 1941 година той за първи път публикува песента в сборника „Нашата пееща страна“ (Our Singing Country), като за автор е посочена Джорджия Търнър.
През 40-те и 50-те години песента е записвана от няколко различни изпълнители, но не достига голяма известност. Тя е включена в дебютните албуми на Джоун Байез (1960) и Боб Дилън (1962), както и в албум на известния фолк музикант Дейв Ван Ронк (1964).
През 1964 година е издадена и най-популярната версия на песента в изпълнение на британската блус рок група Енимълс. В този вариант тя достига първо място в класациите за сингли във Великобритания и Съединените щати и се превръща в най-известната песен на групата. През следващите години различни изпълнители правят свои версии на песента, като само тази на Фриджид Пинк от 1970 година постига значителна популярност.
През 1965 година песента е издадена от Емил Димитров в албума му „Песен за моята майка“ под името „Къщата на изгряващото слънце“, но става популярна и като „Едно момче от Ню Орлеан“. Текстът на български език е на Васил Андреев и значително се различава от оригиналния.

## Изпълнители

### Фолк рокизпълнители
- Джоан Байз
- Боб Дилън
- Либи Холман
- Джони Мичъл
- Лаурен О'Конъл
- Джош Уайт
- Фаусто Били
- Дейв Ван Ронк
- Лена Хал
- Габриела Ничева
- Лед Бели

### Блус рокизпълнители
- Енимълс[4]
- Мария Дейнс блус бенд
- Уайт Бъфало – саундтрак в „Синовете на анархията“ (2008 – 2014)
- Ерик Бърдън
- Джони Холидей
- Емил Димитров
- Сюпримс
- Джеймс Ласт
- Нина Симон
- Лола Марш
- Рокси Пери
- Хуан Карлос Кано
- Дейв Евънс
- Тото
- Тиаго Барбоса
- Рой Форбс, Тони, Бен Хепнър
- Айлин Мирабал
- Ронаините
- Джон Белини
- Ривър Матюс
- Ал Бано и Ромина Пауър
- Травелинг Блус с участието на Герд Ланге

### Глем рокгрупи
- Джорди

### Прогресив рокизпълнители
- Фриджид Пинк
- Демис Русос
- Санта Есмералда
- Хилтън Валънтайн
- Джими Хендрикс
- Каси Бишоп
- Анна Кристин
- Аглая Шиловская
- Вентурес
- Мат Ийвс

### Хевиметългрупи и индивидуалисти
- Файф фингър дет пънч
- Металика
- Крокус
- Миднайт Дайвайд и Остин Морет
- Дарио Лорина
- Брайън Джонсън
- Алън Прайс
- Бахман-Търнър овърдрайв
- Рик Деринджър и Дани Джонсън

### Соул музикаизпълнители
- Одета Холмс

## Алтернативен рок
- Трейси Чапман
- Фейс вокал бенд
- Гаслайт
- Шинейд О’Конър
- Шон Мълинс
- Жоурнейс и Джулиет Симс
- Сънденс Хед

### Мултиинструменталисти
- Лео Моракиоли

### Регеизпълнители
- Грегъри Айзък
- Стив Арви и Коко Рай 5
- Евели Брадърс

### Кънтримузиканти
- Пади Годфри
- Рони Стоунман
- Доли Партън, 1961 г.[5]
- Джони Кеш
- Дет Соутч
- Удроу (Уди) Гътри
- Анди Грифит
- Джеки Уелдж[6]

### ТехноиХаусверсии
- Корвикс
- УлтраМакс ТехноКласика Концерт, с Тод Хил

### Дуети
- Атина Крийк – Тейлър Уолс-Харинг и Нейт Джоунс
- Сойер Фредерикс и Лили Никс
- Джоел Екип

### На състезание
- Джош Халверсън срещу Кайли Ротфийлд

### Хоровиизпълнения
- Джъст дъет, солист Кайли Вая

### Денс изпълнители
- Хот Р.С.
- Дък & Даун
- Сикрет Тун
- Микензи Шулц

### Джазмузиканти
- Рей Пъзи
- Дии Дии Бриджуотър, Ървин Мейфийлд и джаз оркестъра на Ню Орлиънс
- Доналд Бърд
- Колет Магни
- Рокси Пери

### Госпълмузиканти
- Джеймс Килбейн, Гавин Мърфи и Джони Мичъл
- Дийп Ривър квартет
- Джери Лоусън и Талк ъф Таун
- Кайл Чишолм
- Майкъл Бъркс
- Джони Мичъл

### Латино музиканти
- Еквадор Манта
- Ревелейшън
- Уаукуикуна
- Лос Салважес
- Инка Голд

### Симфонични оркестри
- Лондонски симфоничен оркестър
- Виктория де лос Анхелес Мадрид
- Лондонска кралска филхармония
- Струнен квартет Миднайт
- Дарк оркрстрал версия от Крис Колд
- Лоу Струнг (с 11 виолончела)

### Опернипевци
- Петер Хофман
- Асаф Авидан
- Александр Градский, Александра Пахмутова, Йосиф Кобзон, Андрей Макаревич и симфоничен оркестър „Россия“

### Хамънд орган версии
- Майк Рийд

### Хармоникаверсии
- Крис Майка

### Пънкгрупи
- Слейнджър
- Ейдълсцентс
- Страпс

### Дисковерсии
- Хот Р.С.
- Идрис Мухамад
- Ръсти К & Хулиа Маркс

### Хип-Хопверсии
- Соулесс

### Дъбстепремикс версии
- Джак Ашфорд

### Инструментални изпълнения
- Джошо Стефан и Питър Аушбах

### Придружава танците
- Хейли Билс
- Брук Шоу

### Деца изпълнители
- Том Маус Смит[7]
- Летиче Роубоутам & Джеймс Смит[8]
- Арина Пехтерева[9]

### Компютърногенерирани
- Флопотрон[10]
- Алекс Кислов с Арии[11]
- 8-Бит ремикс[12]

### Улични музиканти
- Голуей стрийт клуб[13]